# Luis Fernando Miranda
Luis Miranda (Maicao, La Guajira, Colombia; 27 de agosto de 1997) es un futbolista colombiano que juega de delantero. Su equipo actual es el Club Llaneros de la Categoría Primera A.

## Estadísticas
- Actualizado de acuerdo al último partido jugado el 19 de mayo de 2025.

| Club                   | País     | Año       | Partidos | Goles | Asist |
| ---------------------- | -------- | --------- | -------- | ----- | ----- |
| Tigres F. C.           | Colombia | 2014-15   | 11       | 0     | 0     |
| Cúcuta Deportivo F. C. | Colombia | 2016-2019 | 89       | 14    | 0     |
| Deportes Tolima        | Colombia | 2020-2022 | 116      | 11    | 5     |
| Once Caldas            | Colombia | 2023      | 29       | 1     | 4     |
| Deportes Tolima        | Colombia | 2024-2025 | 40       | 2     | 2     |
| Total                  | Total    | Total     | 285      | 28    | 11    |

## Palmarés

### Campeonatos nacionales
| Título                | Club             | País     | Torneo         |
| --------------------- | ---------------- | -------- | -------------- |
| Categoría Primera B   | Cúcuta Deportivo | Colombia | Torneo 2018    |
| Categoría Primera A   | Deportes Tolima  | Colombia | Apertura 2021  |
| Superliga de Colombia | Deportes Tolima  | Colombia | Superliga 2022 |